# 管家琪
管家琪（1960年—），是一位臺灣女性兒童文學作家，著作範圍主要是童話、少年小說等，另有翻譯或改寫經典名著。她出生於臺灣臺北市，祖籍江蘇鹽城，畢業於輔仁大學歷史系，曾任民生報記者，現居江蘇南京。

## 作品
- 生活戰士系列
  - 《快餐大王 麥當勞兄弟》
  - 《電腦天王--少年比爾‧蓋茲》
  - 《卡通之父--少年和路‧迪士尼》
- 改寫  幼獅文化《中國故事寶盒》一套12冊
- 改寫  世界少年文學精選
  - 《頑童歷險記》
  - 《吹牛男爵》
- 《世說新語──回味無窮的小故事》[3]